# منى (ممثلة)
منى (13 نوفمبر 1923 - 6 يونيو 2000)، ممثلة مصرية من أصل لبناني.

## عن حياتها
هي ابنة الممثلة والمنتجة آسيا داغر وابنة خالتها الفنانة ماري كويني. قامت بالعديد من الأدوار الثانية في الأفلام لكن ادوارها كانت متشابهة تقريبا اعتزلت السينما بعد زواجها منتصف الخمسينيات لم يخرج اداءها عن دور الفتاة الارستقراطية التي تسعى للحصول على فتى تحبه فتاة أخرى، اشهرت إسلامها بعد زواجها من رجل يدعى «علي منصور» مع منتصف الخمسينات.

## أعمالها

### الأفلام
- 1944: أما جنان
- 1945: هذا جناه أبي
- 1945: القلب له واحد
- 1945: الجيل الجديد
- 1946: أم السعد
- 1948: الواجب
- 1949: ست البيت
- 1949: السجينة رقم 17
- 1950: شاطئ الغرام
- 1950: ساعة لقلبك
- 1950: الزوجة السابعة
- 1951: ضحيت غرامي
- 1951: الدنيا حلوة
- 1952: من القلب للقلب
- 1952: قدم الخير
- 1952: ظلمت روحي
- 1952: حياتي أنت
- 1952: أنا وحدي
- 1952: آمال
- 1953: نشالة هانم
- 1954: يا ظالمني
- 1954: لمين هواك

### التأليف
- 1950: محسوب العائلة

## روابط خارجية
- منى على موقع الدهليز
- منى على موقع قاعدة بيانات الأفلام العربية